# Mr. Magoo (Film)
Die auf der Zeichentrickfilmreihe und der Zeichentrickserie Mister Magoo beruhende Filmkomödie Mr. Magoo von Stanley Tong wurde 1997 von Walt Disney Pictures produziert. Die Titelrolle des kurzsichtigen Exzentrikers spielte Leslie Nielsen.

## Handlung
Quincy Magoo, ein exzentrischer Millionär, ist stark kurzsichtig. Da er die Benutzung einer Brille ablehnt, gerät er immer wieder in Schwierigkeiten.
Magoo besucht gerade ein Museum, als dieses von Luanne LeSeur ausgeraubt wird. Magoo bekommt zufällig den als Stern von Kuristan bezeichneten großen Rubin in seine Hände. LeSeur versucht ihm den Stein abzunehmen. Geheimdienste, vertreten durch Chuck Stupak und Gus Anders, sind ebenfalls hinter Magoo her.

## Sonstiges
Die in Vancouver und in Brasilien gedrehte Komödie brachte an den US-amerikanischen Kinokassen über 21 Millionen Dollar ein. Über die Vermarktung im Ausland wurden weitere 7,5 Millionen Dollar eingespielt.

## Kritiken
Die Rhein-Zeitung online meinte: „Klamauk-Star Leslie Nielsen (…) fühlt sich in der Rolle des Paradetrottels sichtlich wohl und läuft in diesem familienfreundlichen Action-Spaß wieder zu Bestform auf.“
Peter Stack schrieb in der San Francisco Chronicle vom 25. Dezember 1997, die Komödie beinhalte wenige gute Gags und ansonsten „lahme Scherze“. Sie wirke wie ein Low-Budget-Film, sei überhaupt billig und geschmacklos. Kelly Lynch habe Feuer in sich.
Das Lexikon des internationalen Films urteilte: „Eine nur mäßig interessante Komödie, deren passabler Hauptdarsteller gegen viel Leerlauf anzukämpfen hat und deren Buch den bösen Witz der Vorlage eher harmlos, mitunter auch plump und lächerlich umsetzt.“

## DVD-Veröffentlichung
- Mr. Magoo. Walt Disney Home Video Entertainment 2002